# NGC 7709
NGC 7709 is een lensvormig sterrenstelsel in het sterrenbeeld Waterman. Het hemelobject werd op 21 oktober 1886 ontdekt door de Amerikaanse astronoom Lewis A. Swift.

## Synoniemen
- MCG -3-60-2
- IRAS 23328-1658
- PGC 71828